# Списък на римските управители на Долна Германия
Списък на римските управители в римската провнция Долна Германия (и Германия Секунда от 395 до 475 г.).

## Управители по време на Римската империя

### 27 пр.н.е. – 68 г.: Юлиево-Клавдиева династия
- 7 – 9 г.: Публий Квинтилий Вар
- 10 – 14: ?
- 14 – 16: Авъл Цецина Север
- 21: Гай Силий
- 21 – 2?: Гай Виселий Варон
- 28 – 34: Луций Апроний
- 34 – 39: ?
- 40 – 41: Публий Габиний Секунд
- 41 – 46: Авъл Габиний Секунд
- 46 – 47: Квинт Санквиний Максим
- 47 – 51: Гней Домиций Корбулон
- 51 – 54: ?
- 54 – 58: Помпей Павлин
- 58 – 60: Луций Дувий Авит
- 63 – 67: Публий Сулпиций Скрибоний Руф
- 67 – 68: Гай Фонтей Капитон
- 68 – 69: Авъл Вителий Германик

### 69 – 96: Годината на четиримата императори и Флавиевата династия
- 69: Хордеоний Флак
- 69 – 70: Гай Дилий Вокула
- 70 – 71: Квинт Петилий Цериал
- 71 – 73: Авъл Марий Целз
- 73 – 78: Луций Ацилий Страбон
- 78: Гай Рутилий Галик
- 78 – 80: Децим Юний Новий Приск
- 80 – 83: Секст Юлий Фронтин (?)
- 87 – 89: Авъл Буций Лапий Максим
- 91 – 96: Марк Улпий Траян

### 96 – 192: Нерво-Антониновата династия
- 96 – 97: Марк Улпий Траян
- 97: Тит Вестриций Спурина (?)
- 97 – 98: Луций Лициний Сура
- 98 – 99: Луций Нераций Приск
- 99 – 100: ?
- 101 – 102: Квинт Акуций Нерва
- 103 – 116: ?
- 117 – 119: Авъл Платорий Непот (?)
- 119 – 122: Манилиан Гай Лициний Полион
- 122 – 129: ?
- 130 – 13?: Граний [Фабиан] Гратий [Цереал?] Гемин
- 135 – 139: Квинт Лолий Урбик
- 140 – 142: ?
- 142 – 150: Гай Юлий Север II
- 150 – 151: Публий Септимий Апер (?)
- 151 – 152: Луций Октавий Корнелий Салвий Юлиан Емилиан
- 152 – 158: Гней Юлий Вер
- 158: Секст Калпурний Агрикола (?)
- 158 – 160: Тиберий Клавдий Юлиан
- 15?-161: Салвий Юлиан (?) (151/152)
- 161 – 16?: Гай Септимий Север
- 170 – 17?: Квинт Антисций Адвент
- 17?-180: Юний Макр[ер] (? Луций Нераций Юний Мацер)
- 180 – 185: Марк Дидий Юлиан
- 18?-192: Гай Алий Фусциан

### 193 – 235: Годината на петимата добри императори & Династията на Северите
- 193 – 197: Вирий Луп
- 197 – 19?: Гай Валерий Пудент
- 199 – 20?: Новий Приск (? Гай Новий Приск)
- 201 – 204: Марий Максим Перпету Аврелиан
- 205: Квинт Венидий Руф
- 20?-20?: Квинт Тарквиций Катул
- 206 – 210: Гней Фулвий Максим Центумал
- 211 – 212: Луций Лукцей Мартин
- 212 – 21?: Марций Клавдий Агрипа
- 216 – 21?: Марк Валерий Сенецион (? Валерий Сенецион)
- 222 – 22?: Флавий Апер Комодиан
- 230 – 231: Клодий Аврелий Сатурнин
- 231: Флавий Ян
- 23?-235: Гай Месий Квинт Деций

### 235 – 285: Императорите по времекризатапрез 3 век
- 23?-23?: Ясдий Домициан (?)
- 233 – 238: Гай Фурий Сабин Аквила Тимеситей
- 238 – 24?: Луций Домиций Галикан Папиниан
- 25?: Квинт Тарквиний Катул
- 259 – 260: Марк Касианий Постум
- 260 – 274: (!) Галска империя
  - Марк Касианий Постум
  - Марк Аврелий Марий
  - Викторин
  - Тетрик
- 274: